# Prestonville (Kentucky)
Pour les articles homonymes, voir Prestonville.
Prestonville est une ville américaine située dans le comté de Carroll, dans le Kentucky. Selon le recensement de 2020, sa population est de 171 habitants.